# J.C. Penney

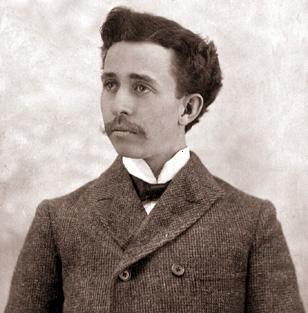
James Cash Penney (circa 1902)

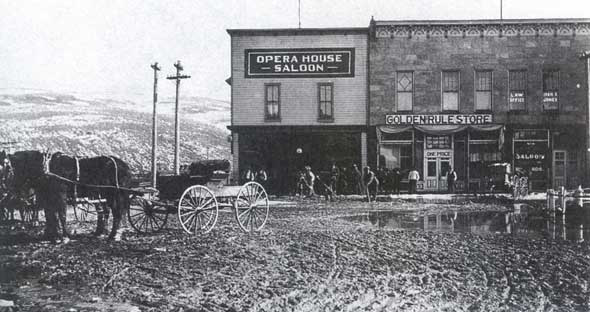
De eerste winkel, toen nog onder de naam Goldon Rule Store

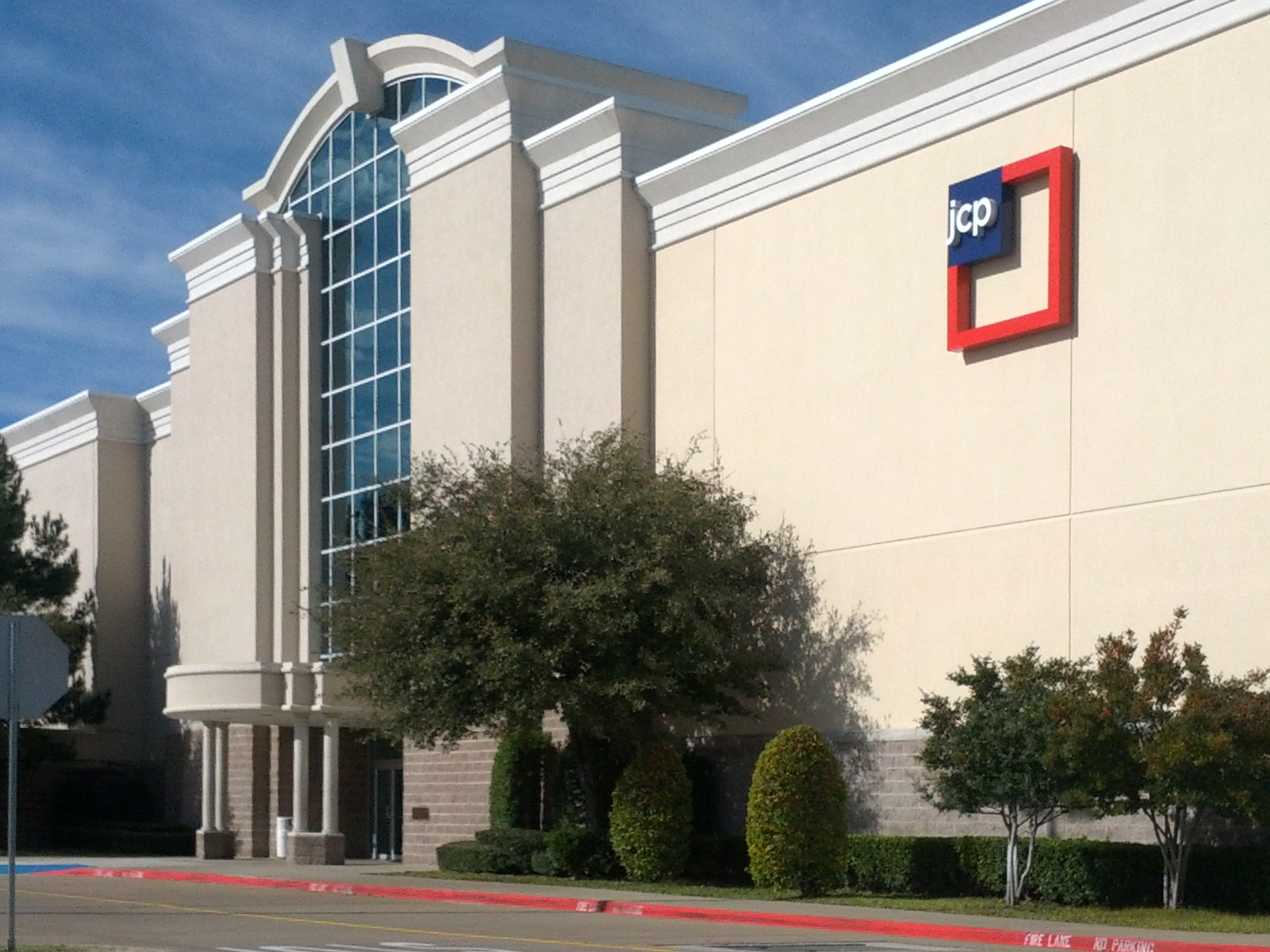
JC Penney winkel in Texas, geopend in 2000

JC Penney (volledige naam: J.C. Penny Company, Inc.) is een Amerikaanse warenhuisketen gevestigd in Plano (Texas). Het bedrijf werd in 1902 opgericht en heeft op 15 mei 2020 bescherming gezocht onder de Amerikaanse faillissementswetgeving (Chapter 11).

## Geschiedenis
Het bedrijf is in 1902 opgericht door James Cash Penney en William Henry McManus in Kemmerer in de Amerikaanse staat Wyoming. Hier werd op 14 april 1902 de eerste winkel geopend. In 1912 waren er 34 winkels en een jaar later werden de winkels allemaal hernoemd als J.C. Penney. In hetzelfde jaar werd de J.C. Penney Company opgericht met William Henry McManus als mede-oprichter. Meer winkels volgden en in 1928 opende de 1000e vestiging de deuren. In 1928 was de jaaromzet US$ 190 miljoen.
In 1961 werd het eerste warenhuis geopend. Door de extra verkoopruimte nam het assortiment fors toe. Het omvatte kleding, schoenen, meubels, sieraden, cosmetica, elektrische apparaten en huishoudelijke artikelen in het lagere tot midden prijssegment. De eerste catalogus werd in 1963 gepubliceerd en klanten konden bestellingen plaatsen die per post werden geleverd. Op 21 februari 1971 overleed oprichter James Cash Penney op 95-jarige leeftijd. In 1971 bereikte het bedrijf een omzet van US$ 5 miljard. Twee jaar later piekte het aantal vestigingen op 2053, waarvan 300 grote winkelwarenhuizen. In juni 1978 kreeg de eerste winkel een beschermde status van de National Park Service.
In 2001 besloot het bedrijf niet-kernactiviteiten af te stoten. In dit kader werden de verzekeringsactiviteiten afgestoten en AEGON was de koper die er US$ 1,3 miljard voor betaalde. In 2011 werd de laatste catalogus gepubliceerd, de handel was verschoven naar het internet en JC Penney had al in 1998 dit verkoopkanaal opengesteld. Mede door de opkomst van het internet stonden de verkopen en resultaten van JC Penney onder druk. Er volgde een lange periode van afslanking waarbij bedrijven en vestigingen werden gesloten en personeel ontslagen.
Door de uitbraak van de coronapandemie sloten de winkels de deuren vanaf 18 maart 2020 en op 1 mei ging een zeer klein aantal weer deels open. Op 15 mei was de financiële nood zo hoog dat het bedrijf bescherming onder de Amerikaanse faillissementswetgeving moest aanvragen. Na een beursnotering van 91 jaar werd het aandeel verwijderd van de New York Stock Exchange op 18 mei 2020. In september 2020 werd toch een overeenkomst bereikt. Diverse schuldeisers nemen activa, zoals winkels en distributiecentra, over en schrappen daarmee hun vordering van US$ 1 miljard. De rest wordt overgenomen door Brookfield Asset Management en Simon Property Group voor US$ 1,75 miljard. Twee maanden later stemde de rechter in met deze biedingen waarmee zo'n 60.000 banen behouden blijven.

### Resultaten
Het bedrijf heeft een gebroken boekjaar dat stopt op de zaterdag die het dichtst ligt bij 31 januari. Het boekjaar 2020 heeft betrekking op de 12 maanden tot 31 januari 2020.
| Jaar | Omzet  | Netto resultaat | Werknemers | Vestigingen |
| ---- | ------ | --------------- | ---------- | ----------- |
| 2005 | 18.096 | 512             | 151.000    | 1079        |
| 2006 | 18.781 | 1088            | 151.000    | 1019        |
| 2007 | 19.903 | 1153            | 155.000    | 1033        |
| 2008 | 19.860 | 1111            | 155.000    | 1067        |
| 2009 | 18.486 | 572             | 147.000    | 1093        |
| 2010 | 17.556 | 251             | 154.000    | 1108        |
| 2011 | 17.759 | 389             | 156.000    | 1106        |
| 2012 | 17.260 | −152            | 159.000    | 1102        |
| 2013 | 12.985 | −985            | 116.000    | 1104        |
| 2014 | 11.859 | −1278           | 117.000    | 1094        |
| 2015 | 12.257 | −717            | 114.000    | 1062        |
| 2016 | 12.625 | −513            | 105.000    | 1021        |
| 2017 | 12.547 | 1               | 106.000    | 1013        |
| 2018 | 12.506 | −116            | 98.000     | 872         |
| 2019 | 12.019 | −255            |            | 864         |
| 2020 | 11.167 | −268            | 90.000     | 846         |